# Македон (селище, Нью-Йорк)
Македон (англ. Macedon) — переписна місцевість (CDP) в США, в окрузі Вейн штату Нью-Йорк. Населення — 2092 особи (2020).

## Географія
Македон розташований за координатами 43°4′8″ пн. ш. 77°18′9″ зх. д. / 43.06889° пн. ш. 77.30250° зх. д. (43.068813, -77.302503).  За даними Бюро перепису населення США в 2010 році переписна місцевість мала площу 3,19 км², з яких 3,17 км² — суходіл та 0,02 км² — водойми.

## Демографія
Згідно з переписом 2010 року, у селищі мешкали 1523 особи в 601 домогосподарстві у складі 416 родин. Густота населення становила 477 осіб/км².  Було 633 помешкання (198/км²).
Расовий склад населення:
| - 96,2 % — білих - 1,2 % — чорних або афроамериканців - 0,7 % — азіатів - 0,1 % — корінних американців |

До двох чи більше рас належало 1,8 %. Частка іспаномовних становила 1,8 % від усіх жителів.
За віковим діапазоном населення розподілялося таким чином: 24,4 % — особи молодші 18 років, 63,3 % — особи у віці 18—64 років, 12,3 % — особи у віці 65 років та старші. Медіана віку мешканця становила 41,0 року. На 100 осіб жіночої статі у селищі припадало 101,2 чоловіків;  на 100 жінок у віці від 18 років та старших — 100,9 чоловіків також старших 18 років.
Середній дохід на одне домашнє господарство  становив 74 094 долари США (медіана — 67 969), а середній дохід на одну сім'ю — 86 471 долар (медіана — 81 500). Медіана доходів становила 52 174 долари для чоловіків та 44 018 доларів для жінок. За межею бідності перебувало 7,4 % осіб, у тому числі 10,9 % дітей у віці до 18 років та 8,6 % осіб у віці 65 років та старших.
Цивільне працевлаштоване населення становило 840 осіб. Основні галузі зайнятості: освіта, охорона здоров'я та соціальна допомога — 31,3 %, виробництво — 14,3 %, науковці, спеціалісти, менеджери — 12,0 %, мистецтво, розваги та відпочинок — 9,8 %.